# Julius Frank (pintor)
Julius Frank (Múnich, 11 de abril de 1826-ibídem, 30 de abril de 1908) fue un pintor de historia alemán.

## Biografía
Frank fue hijo y alumno del pintor de porcelana y vidrio Michael Sigismund Frank (1 de junio de 1770 - 16 de enero de 1847). El 5 de noviembre de 1842 se matriculó para estudiar pintura en la Academia de Bellas Artes de Múnich. Aquí se dedicó bajo Claudius Schraudolph el Viejo a la pintura religiosa y creó retablos en su estilo estricto para iglesias bávaras más pequeñas, que eran poco conocidas en otros círculos artísticos; también creó una serie de murales para el Museo Nacional Bávaro a partir de la historia eclesiástica y profana, un ciclo de representaciones del Nuevo Testamento para una iglesia en el distrito de Posen y la caricatura para un mural en Mariahilfkapelle am Gasteig en Múnich. En un concurso para un retablo mayor para la Iglesia de San Jorge en Dinkelsbühl en Franconia Media, recibió el primer premio y una beca de viaje que lo llevó a Italia. También recibió el encargo de pintar un fresco junto con Franz Wurm en Stonyhurst, Inglaterra, para Josef Anton Fischer, que estaba enfermo.

## Obras (selección)

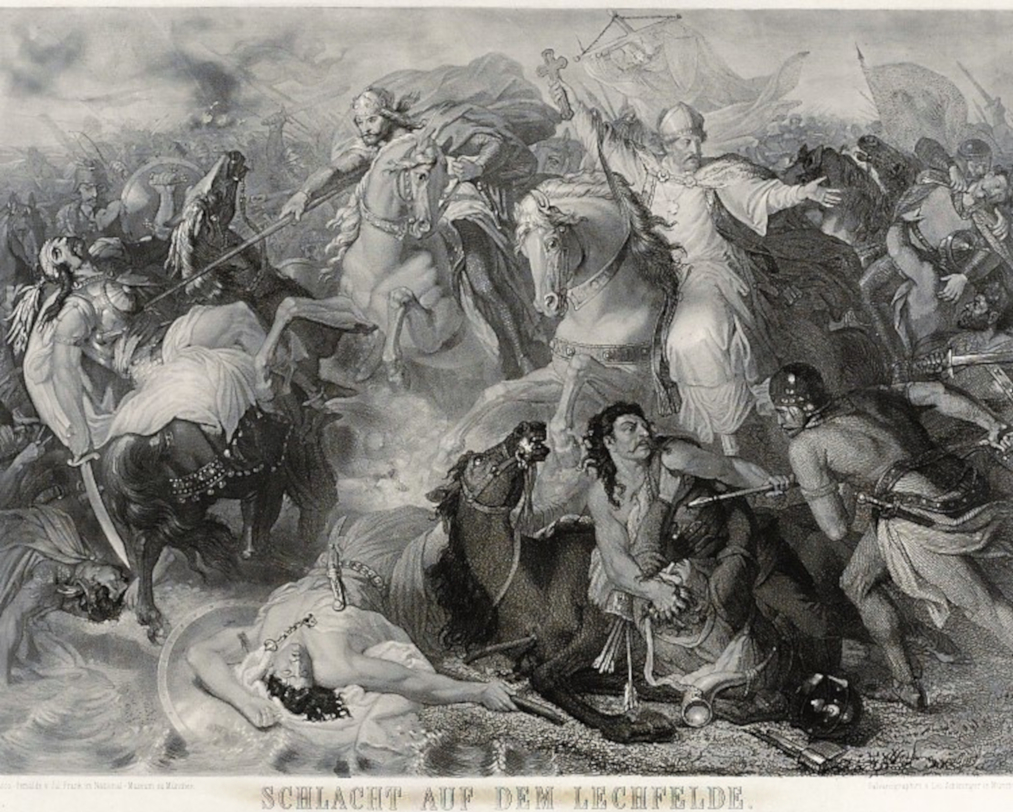
Representación de la batalla de Lechfeld del 10 de agosto de 955 por Julius Frank.

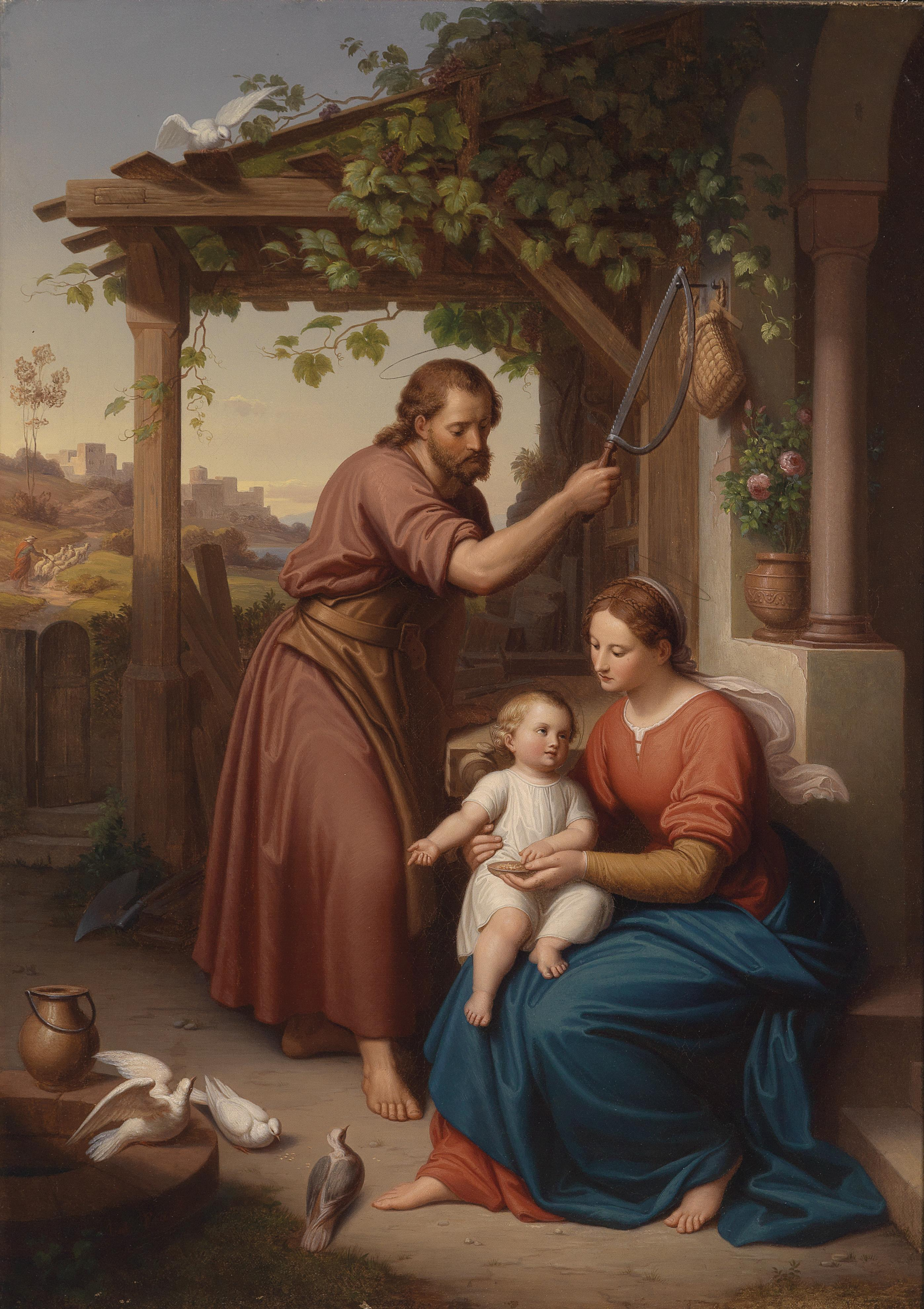
Julius Frank : José y María con Jesús en su regazo por Julius Frank, hacia 1908.

- Der hl. Severin predigt um die Mitte des V. Jahrhunderts in Bayern das Christenthum (Ssn Severín predica el cristianismo en Baviera a mediados del siglo V).[4]
- Herzog Thassilo II. gründet Herren-Chiemsee ais gelehrte Schule 782 (El duque Thassilo II funda Herren-Chiemsee como escuela culta en 782).[4]
- Die hl. Afra erleidet den Martyrertod (San Afra sufre el martirio).[4]
- Tiberius und Drusus, des Kaisers Augostus Stiefsöhne, als Gründer Augsburgs (Tiberio y Druso, hijastros del emperador Augusto, como fundadores de Augsburgo).[4]
- Der hl. Ulrich kämpft an der Spitze der Bürger von Augsburg am 10. August 955 in der Schlacht auf dem Lechfelde unter Otto I. dem Grossen (San Udalrico lucha a la cabeza de los ciudadanos de Augsburgo el 10 de agosto de 955 en la Batalla de Lechfeld bajo Otón I el Grande).[4]
- Sanct Magnoald stiftet die Abtei Sct. Mang und eröffnet die Eisenwerke am Säuling, Anfang des VII. Jahrhunderts (San Magnoald dota a la Abadía de San Mang e inauguró la fundición de hierro en Säuling, principios del siglo VII).[4]